# Gibberella circinata
Gibberella circinata (anamorfo Fusarium circinatum) es un hongo ascomiceto causante del cancro resinoso del pino, una grave enfermedad de coníferas, particularmente de pinos, extendida por todo el mundo. Se considera originario de Norteamérica, posiblemente del sureste de Estados Unidos, donde se describió por primera vez en 1946 sobre Pinus virginiana, P. echinata y P. rigida.

## Taxonomía
El género Fusarium, que cuenta con más de veinte especies, fue dividido en cuatro secciones para facilitar su estudio y caracterización. Dichos grupos infragenéricos se basan en caracteres morfológicos y moleculares. Al ser descrito en la sección Liseola esta especie de Fusarium produce microconidios en cadenas o falsas cabezas, agrupación de células sin cohesión morfológica que no producen clamidosporas. Inicialmente se consideraron hasta seis taxones incluyendo especies y variedades, sin embargo, estudios posteriores permitieron la reducción a una única especie denominada Fusarium moniliforme. Resultado de diversas revisiones la especie ha ido evolucionando en su taxonomía, destacando la agrupación de especies que se consideraban distintas en una misma. Gibberella circinata se integra en el complejo teleomorfo Gibberella fujikuroi (Sawada) Wollenw, dentro del cual se conocen 46 líneas filogenéticas distintas.
Dentro del complejo de Gibberella fujikuroi se encuentran una serie de patógenos de gran interés en cultivos de alto valor económico. Debido a una serie de revisiones se produjeron modificaciones en la taxonomía y nomenclatura a lo largo su historia. Fue descrita por primera vez en 1945 al ser identificada como una nueva especie de Fusarium (Hepting & Roth, 1946). Pasados tres años se agrupó dentro de F. lateritium Nees como una forma especial: F. lateritium f. sp. pini Hepting (Wang et al, 2009). La «forma especial» categorizada como una especie parasítica en especies bien delimitadas que a su vez se relacionan con su especificidad de hospederos (Ma et al., 2013). A partir de la década de 1970 se comenzaron a recolectar aislados del ya conocido cancro resinoso del pino en los que se destaca la presencia de microconidios en falsas cabezas y la ausencia de clamidosporas. Se asignó la especie como Fusarium moniliforme variedad subglutinans Wollenw & Reinking basado en la sección Liseola (Barrows-Broaddus, 1985).
En 1991 se testaron 167 cepas adscritas a Fusarium subglutinans y especies relacionadas, las cuales fueron extraídas de distintos hospedantes como pino (Pinus sp), sorgo (Sorghum bicolor), maíz (Zea mays), arroz (Oryza sativa), caña de azúcar (Sacharum offinarum), piña (Ananas comosus). Los ensayos de patogenicidad realizados a partir de estos aislados concluyeron ser patogénicos para Pinus radiata, debido a lo cual los autores concluyeron que la cepa patogénica era una forma especializada que designa Fusarium subglutinans f. sp. pini J.C. (Correll et al, 1991). En 1992 esta teoría cambia a efecto de pruebas de ADN mitocondrial que determinaron la intravariabilidad de las cepas de Fusarium subglutinans. Estas mismas cepas se han aislado provenientes de muestras de otras plantas distintas al género Pinus, las pruebas se basaron en el análisis de RFLP (Restriction Fragment Length Polymorphisms) (Correll et al, 1992). Más recientemente en 1998 se describen las bases morfológicas de las Fusarium circinatum Nirenberg & O’Donnell. De este estudio también se logró determinar el teleomorfo obtenido en laboratorio, este fue denominado Gibberella circinata (Nirenberg y O’Donnell, 1998). Sin embargo, por incumplimiento de los requisitos establecidos por la sección Liseola (Insuficiente información para localizar el tipo) (Leslie et al., 2007) el nombre se no se válida para usos sistemático. En el año 2002 se obtuvieron los datos suficientes para validar el nombre de Gibberella circinata (Britz et al., 2002).

## Morfología

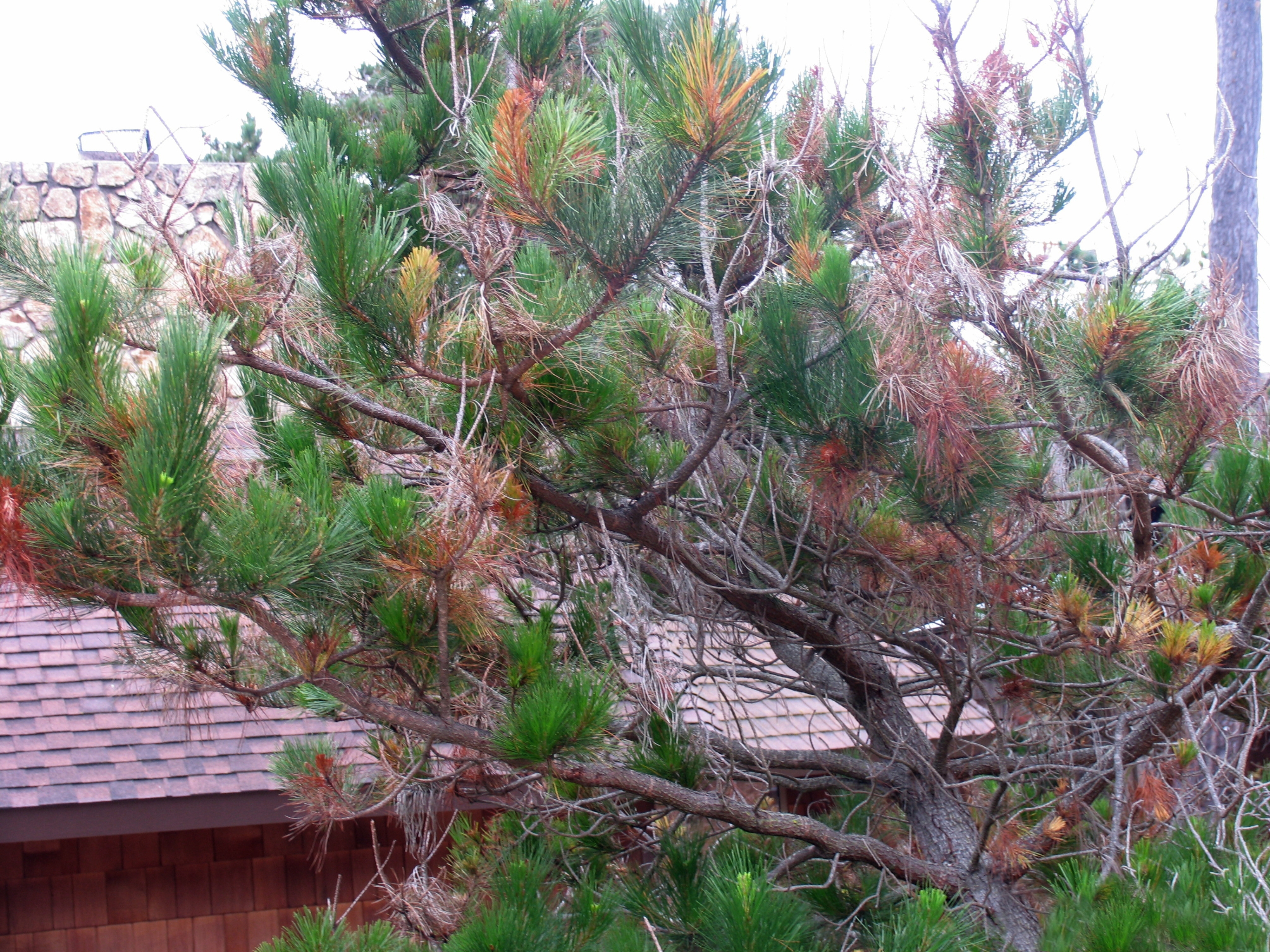
Pinus monticola con cancro resinoso del pino

Dentro del género Fusarium el agente causal del cancro resinoso del pino (Fusarium circinatum) es especialmente difícil de identificar ya que tiende a confundirse con especies del complejo Gibberella fujikuroi, más habitualmente con la especie Fusarium subglutinans, la cual hasta hace poco se consideraba una forma especial de esta (Correll, et al., 1991). La utilización de técnicas de identificación molecular ha permitido un aumento en la seguridad al momento de la identificación y caracterización por procedencias (Forsyth et al., 2006; Martínez-Álvarez et al., 2009). De esta manera por medio de la secuenciación genética se obtienen diagnósticos fiables permitiendo un manejo más adecuado (Iturritxa et al., 2011). La manera más fiable para la identificación morfológica es por medio del estudio del peritecio (cuerpos de fructificación) con unas dimensiones aproximadas 325 µm de largo por unos 230 µm de ancho (Forsyth et al., 2006) liso en el resto, de color morado oscuro en agua con KOH al 3%, tornándose rojo en ácido láctico al 100%. La pared del peritecio presenta un grosor de 30 a 35 µm aunque se estrecha alrededor del ostiolo hasta los 15 a 20 µm. Las ascas son cilíndricas, de 85 - 100 x 7,5 - 8,5 µm (Ioos et al., 2013). Las ascosporas, en número de 8 por asco, son de elipsoidales a fusiformes, lisas, hialinas y separadas con un septo intermedio en un primer momento. Posteriormente se pueden desarrollar varios septos más midiendo (9,4) 11,1-12,6-14 (-16,6) x (4,5-) 4,7-5,1-5,5 (-6) µm (Jacobs et al., 2007).

## Sintomatología

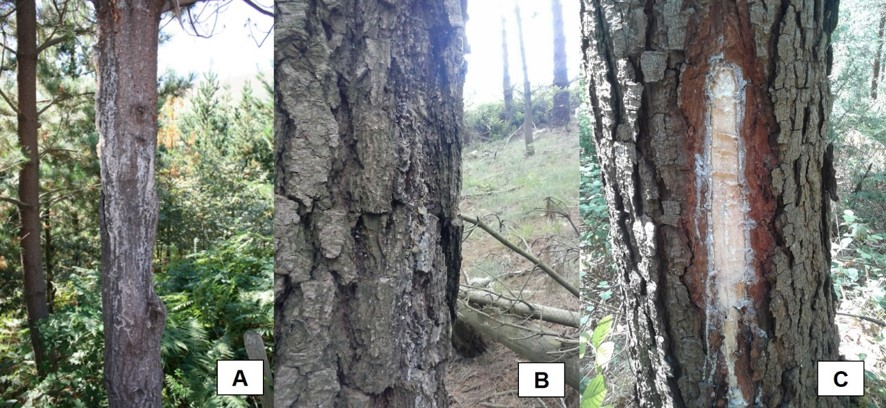
A y B) Exudación de resina en tallo. C) Lesión expuesta con exudación masiva de resina

El cancro resinoso del pino (Fusarium circinatum) es uno de los agentes patógenos más virulentos de las coníferas, siendo capaz de infectarla por vías directas (heridas e insectos vectores) y/o indirectas (viento y agua). Se caracteriza por generar coloraciones en las acículas que van desde un color amarillo hasta rojizo, hasta provocar su caída; en el eje central del árbol se generan cancros exudantes de resina, de ahí su nombre común, estos síntomas también se ven reflejados en las ramas primarias y secundarias con menor incidencia en las terciarias (Aegerter & Gordon, 2006; Mitchell et al., 2012). Se sabe que tanto semillas y las piñas pueden ser afectas por el patógeno siendo una manera de dispersión (Dwinell, 1985).
Los síntomas son más fácilmente identificables en las acículas jóvenes pudiendo ser vistas también en acículas maduras. Se evidencia por coloraciones inicialmente amarillas tornándose a grisáceas o marrones, inclusive una combinación de ambas. La especie que muestra una sintomatología más clara es Pinus radiata (Agustí-Brisach et al., 2012).
Cada uno de los hospedantes de este hongo patógeno presenta particularidades en la expresión de los síntomas de la infección. Sin embargo, se pueden describir algunas generalidades que facilitan su identificación visual. La infección se inicia en una rama que tiende a morir generando un estrangulamiento y cancro en esa zona. El crecimiento del cancro es tanto distal como proximal, creciendo mayoritariamente crece hacia arriba del árbol generando la muerte de ramas de la copa, pero también se ha registrado afectación hacia la zona baja del tranco (Dwinell et al., 1998). En el caso de las especies de pinos con rebrote estos tienden a morir siendo común en todos sus hospedantes (Carey et al., 2005).